# Comando en Jefe de las Fuerzas Armadas (Bolivia)
El Comando en Jefe de las Fuerzas Armadas es el organismo superior de las Fuerzas Armadas de Bolivia, siendo uno de los cuatro comandos militares del país, junto al Comando General del Ejército, el Comando General de la Fuerza Aérea y el Comando General de la Fuerza Naval.

## Historia
En 1829, el mariscal Andrés de Santa Cruz creó el Estado Mayor General del Ejército Nacional, que en 1949 fue renombrado como Comando en Jefe. En 1953, se decidió que dicho Comando en Jefe condujera todas las Fuerzas Armadas de Bolivia.
En 2017, estableció su sede en un edificio que ocupara la Agencia de Estados Unidos para el Desarrollo Internacional.

## Organización
El Comando en Jefe está compuesto por:
- el comandante en jefe;
- la Jefatura del Estado Mayor General;
- la Inspectoría General;
- el Estado Mayor General;
- y el Gabinete del Comandante en Jefe.

## Titulares
| Nombre                   | Período                                         |
| ------------------------ | ----------------------------------------------- |
| Yamil Borda              | ?-24 de noviembre de 2018                       |
| Williams Kaliman         | 24 de noviembre de 2018-13 de noviembre de 2019 |
| Carlos Orellana Cantenas | 13 de noviembre de 2019-presente                |